# 温克拉恩
温克拉恩是奥地利下奥地利州阿姆施泰滕县的一个市镇。总面积12.59平方公里，总人口1475人，人口密度117.2人/平方公里（2005年）。